# NGC 1050
NGC 1050 est une galaxie spirale barrée située dans la constellation de Persée. NGC 1050 a été découverte par l'astronome prussien Heinrich d'Arrest en 1865.

## Caractéristiques
La classe de luminosité de NGC 1050 est I et elle présente une large raie HI. Elle renferme également des régions d'hydrogène ionisé. De plus, c'est une galaxie du champ, c'est-à-dire qu'elle n'appartient pas à un amas ou un groupe et qu'elle est donc gravitationnellement isolée. NGC 1050 est aussi une galaxie active de type Seyfert 2 (Sy 2).

### Distance
Sa vitesse par rapport au fond diffus cosmologique est de 3 692 ± 17 km/s, ce qui correspond à une distance de Hubble de 54,5 ± 3,8 Mpc (∼178 millions d'al).
À ce jour, trois mesures non basées sur le décalage vers le rouge (redshift) donnent une distance de 45,600 ± 1,434 Mpc (∼149 millions d'al), ce qui est à l'extérieur des valeurs de la distance de Hubble. Notons cependant que c'est avec la valeur moyenne des mesures indépendantes, lorsqu'elles existent, que la base de données NASA/IPAC calcule le diamètre d'une galaxie et qu'en conséquence le diamètre de NGC 1050 pourrait être d'environ 28,5 kpc (∼93 000 al) si on utilisait la distance de Hubble pour le calculer.

### Luminosité dans l'infrarouge
La luminosité de la galaxie de NGC 1050 dans l'infrarouge lointain (de 40 à 400 µm)  est égale à 3,39 × 1010 {\displaystyle L_{\odot }} (1010,53{\displaystyle L_{\odot }}) et sa luminosité totale dans l'infrarouge (de 8 à 1 000 µm) est de 5,25 × 1010 {\displaystyle L_{\odot }} (1010,72{\displaystyle L_{\odot }}).